# Geschiedenis van Deventer

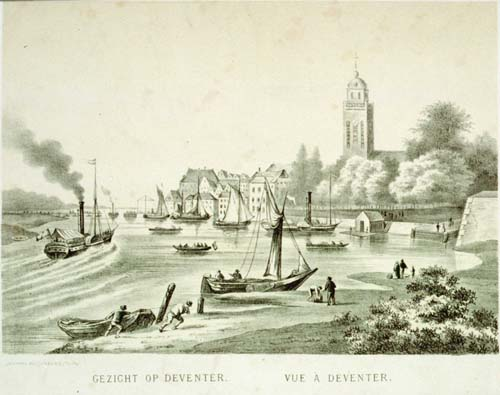
Negentiende-eeuws gezicht op Deventer

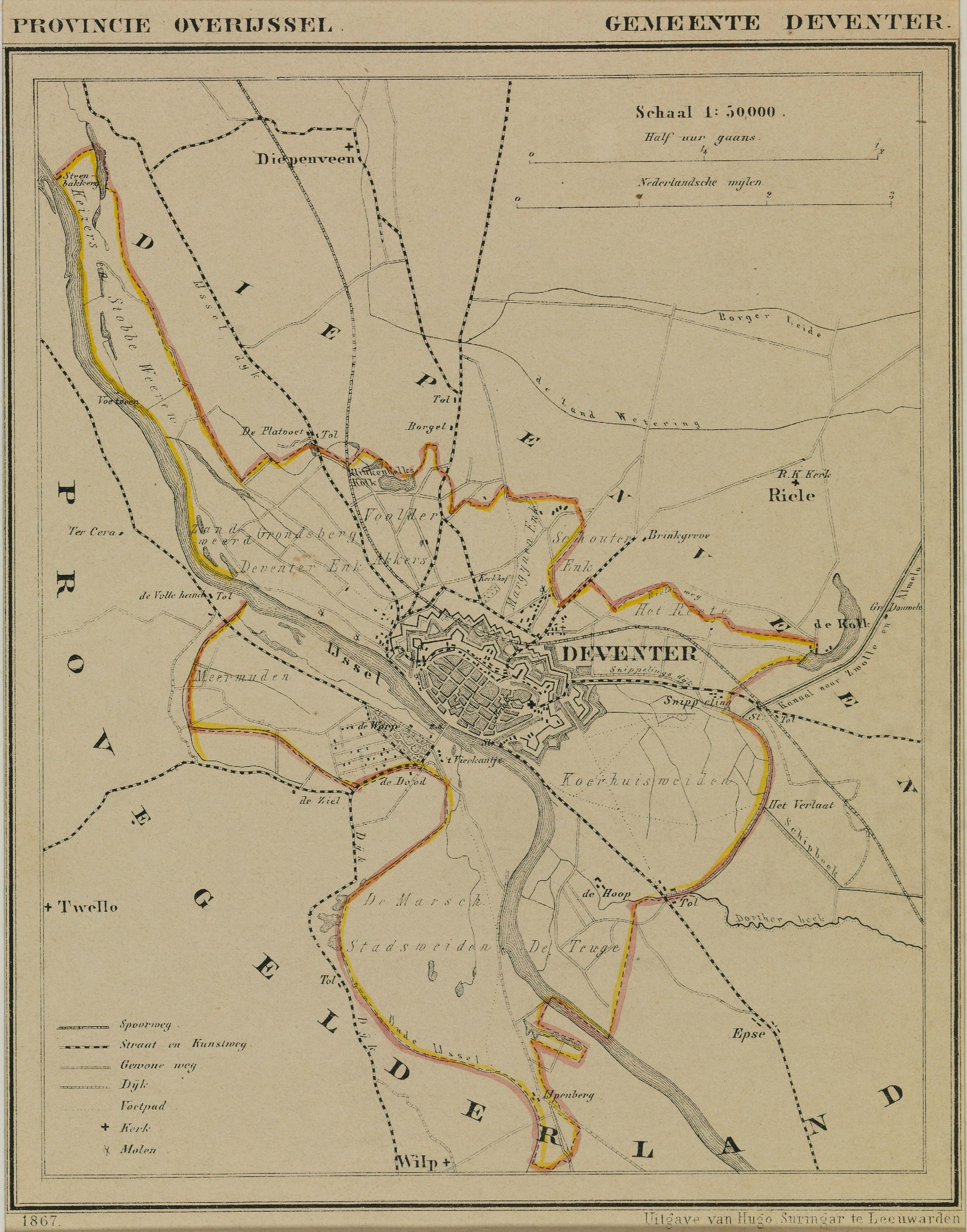
Gemeente Deventer in 1867

Dit artikel beschrijft de geschiedenis van de stad Deventer.
Deventer is een van de oudste steden van Nederland. De plaats staat al in 9e-eeuwse bronnen van het bisdom Utrecht vermeld. In een oorkonde uit 877 wordt gesproken over zeven hoeven in Daventre portu (de haven bij Deventer). In 952 wordt Deventer in een schenkingsoorkonde van koning Otto I als stad vermeld. Nadat de plaats in de loop der tijd steeds meer rechten en privileges had verworven, ontving ze in 1123 van keizer Hendrik V de beschikking over de gemeentelijke gronden. Dit wordt door historici beschouwd als het moment van verkrijgen van stadsrechten door de inwoners.

## (Pre-)Romeinse tijd
Op het huidige grondgebied van de gemeente Deventer zijn op diverse plaatsen restanten gevonden uit de ijzertijd en de Romeinse tijd. Zo zijn in 2008 bij archeologische opgravingen ter hoogte van de Siemelinksweg sporen gevonden van een huis dat daar in de vroege ijzertijd heeft gestaan.
Bij eerdere opgravingen zijn in het stadsdeel Colmschate voorwerpen gevonden, waaruit valt te concluderen dat daar in de Romeinse tijd een Germaanse nederzetting heeft gelegen. Daarnaast zijn er bij opgravingen Romeinse munten uit de 3e en 4e eeuw gevonden, evenals een beeldje van de Romeinse godin Victoria.

## Middeleeuwen

### Vroege middeleeuwen

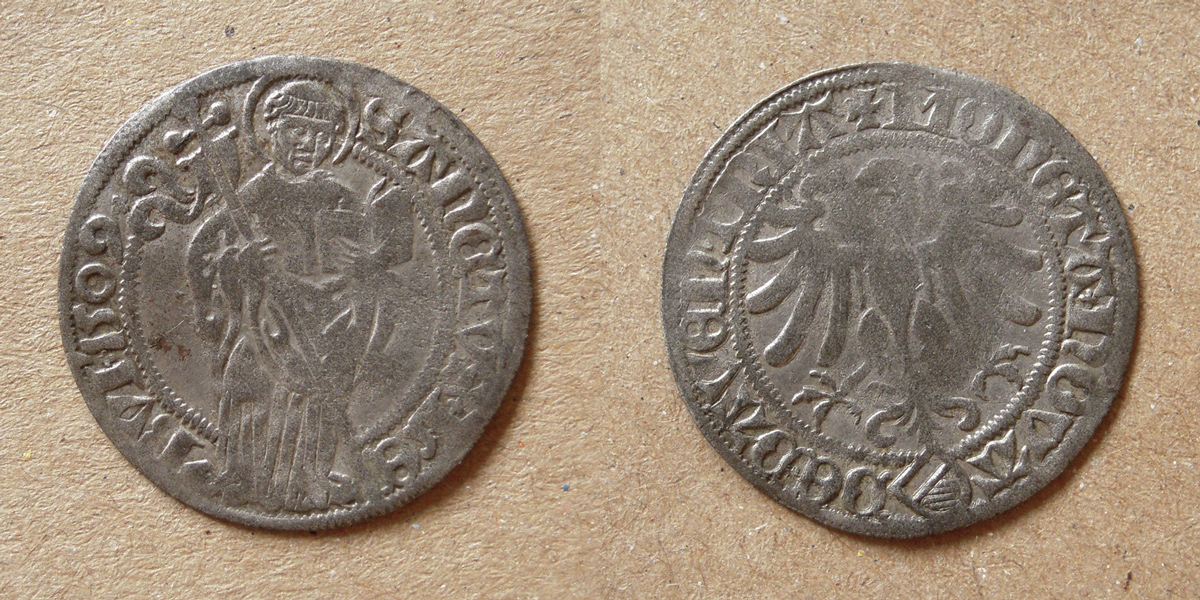
Deventer stuiver uit 1509, zilver. De voorzijde toont de Deventer stadsheilige sint Lebuïnus, de keerzijde de adelaar uit het stadswapen.

In de 8e eeuw trokken boeren van de Veluwe wegens de verdroging van hun hooggelegen gronden naar het IJsseldal. De Franken hadden ijzeren ploegen meegebracht, waarmee de boeren de zware rivierklei de baas werden. De later heilig verklaarde Angelsaksische missionaris Lebuïnus, stak in 768 de IJssel over en bouwde een houten kerkje op de plek waar nu de naar hem genoemde Grote of Lebuïnuskerk staat. 
Vanaf de 9e eeuw werd de plek waar Deventer nu ligt continu bewoond. De IJssel speelde een belangrijke rol voor vissers, boeren en handelaars die zich vestigden op de oever. Waarschijnlijk is de plaats tot bloei gekomen nadat kooplieden uit Dorestad hierheen waren gevlucht voor de Vikingen. Ook bisschop Hunger van Utrecht week in 857 uit naar Deventer en stichtte daar een plaatsvervangend hof. De bisschopszetel was er zo'n 65 jaar gevestigd. Deventer werd zo een religieus centrum binnen het bisdom Utrecht. Deventer werd echter in 882 ook geplunderd door de Vikingen.
Na een lange periode van strijd om de Veluwe werd dit gebied in 1196 definitief overgenomen door toen nog de graaf van Gelre. Het Sticht Utrecht, een vorstendom bestuurd door de bisschop van Utrecht, werd daardoor in tweeën gesplitst. Het gebied aan de oostzijde van de Veluwe werd het Oversticht genoemd. Deventer werd de primus inter pares (“de eerste onder zijns gelijken") van de Overstichtse steden, de stad die het initiatief nam in het contact naar de landsheer van het Utrechtse sticht in alle wereldlijke aangelegenheden, en bleef dat tot 1798. Toen werd Zwolle hoofdstad: van eerst het Departement van de Oude IJssel; daarna van het Departement Overijssel; en na de inlijving door het Eerste Franse Keizerrijk, van het Departement Monden van de IJssel of Bouches-de-l'Yssel; en ten leste in 1814 van de provincie Overijssel. Het protocol van het Deventer stadsrecht was leidraad bij het opstellen van de protocollen voor andere plaatsen in het Oversticht die stedelijke privileges kregen, zoals bijv. Zwolle, Kampen en Rijssen.

### Muntslag

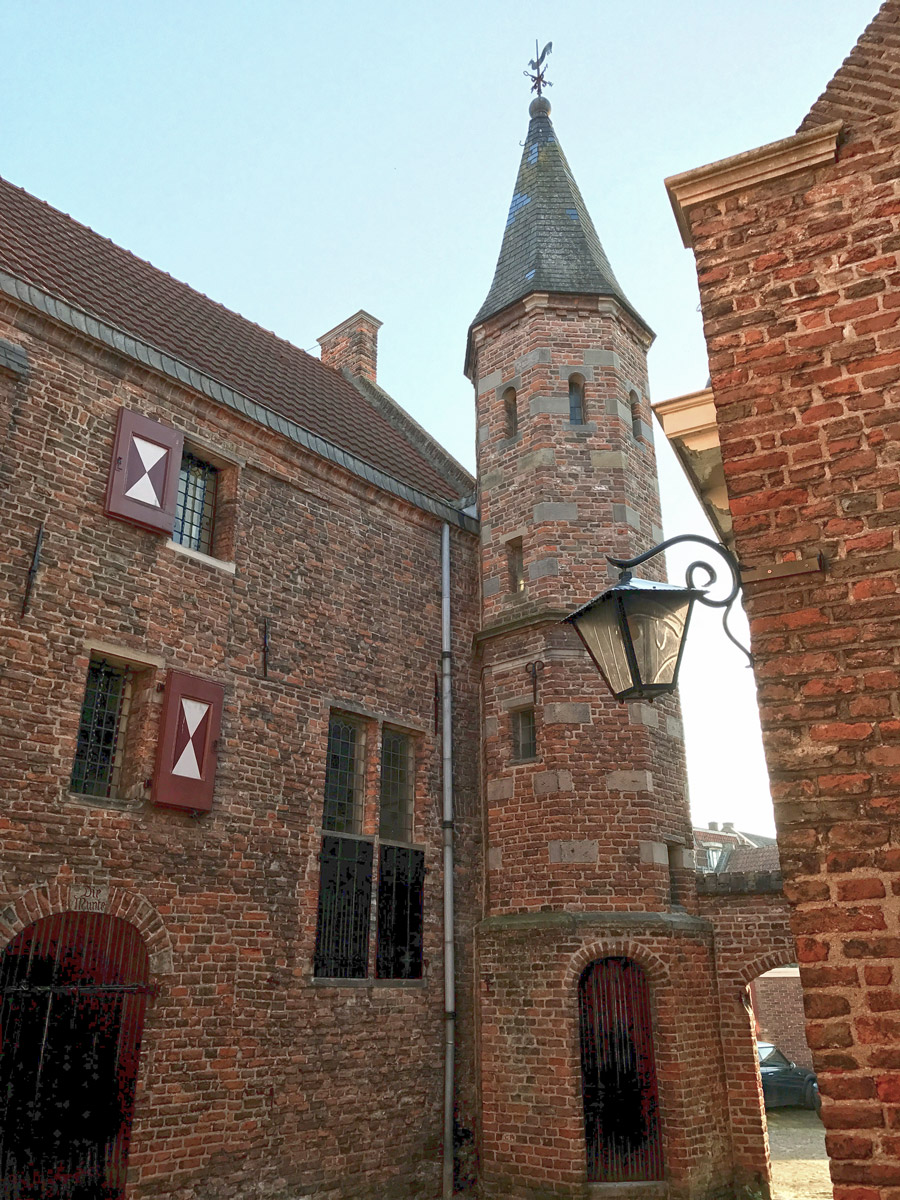
De Muntentoren, gelegen aan de Muntengang te Deventer.

In Deventer werden aan het eind van de 10e eeuw koninklijke munten geslagen, vanaf 1046 werden dit bisschoppelijke munten. Met name in de 11e en 12e eeuw was Deventer een van de belangrijkste handelsplaatsen in wat nu Nederland is. Vanaf het laatste kwart van de 15e eeuw ging de stad op eigen gezag munten slaan, waarbij men zich beriep op keizerlijk recht. In de 16e eeuw muntte Deventer vooral gezamenlijk met de andere IJsselsteden Kampen en Zwolle, de zogenoemde Driestedenmuntslag. Het muntrecht was een recht dat alleen echt kapitaalkrachtige plaatsen verkregen en konden uitoefenen. Van de ruim 9000 in het huidige Nederland en Oost-Friesland gevonden munten uit de periode 1040-1100 zijn er niet minder dan 1639 uit Deventer. Deventer munten van latere perioden zijn bij opgravingen in het hele gebied van de Hanze gevonden. Ook tijdens de periode van de Republiek sloeg Deventer zijn eigen stedelijke munten. In 1698 liet de inmiddels verarmde stad zich door de Generaliteit het muntrecht afkopen. In 1708 is te Deventer de laatste stedelijke munt geslagen. De laatste Deventer muntinrichting was gevestigd in een gebouw tussen de Rijkmanstraat en de Zandpoort, waar zich nu aan de Muntengang het munttorencomplex bevindt.

### Hanze
Waarschijnlijk eind 13e eeuw sloot Deventer zich aan bij de Hanze. Dit was een vanuit Noord-Duitsland ontstaan verbond van steden die, vrijwel onafhankelijk van hun landsheren, onderling handelsovereenkomsten sloten. Op het hoogtepunt van de Hanze, midden 15e eeuw, omvatte dit een groot netwerk van geregelde handelscontacten van de Baltische staten tot Engeland en van Noorwegen tot diep in Oostenrijk.

Wapen van Deventer

De stad was een havenstad. Grote schepen konden tot aan Deventer landinwaarts de IJssel bevaren en aan de kade aanleggen. De Schipbeek was in opdracht van de stad tot in Münsterland bevaarbaar gemaakt voor kleine rivierschepen. Ze mondde vroeger aan de zuidzijde van de stad uit in de IJssel en vormde daar een natuurlijke haven. Handelscontacten overzee bestonden met name met het Noorse Bergen, voor stokvis, en met het nu Zuid-Zweedse, maar in die tijd Deense Skåne (spreek uit "Skoone") waar haring vandaan kwam. Deventenaren werden daarom vroeger ook wel stokvissen of Schoonevaarders genoemd. Ook werd veel gehandeld met het Duitse Rijnland, de namen "De Wezel" en "die Köln" in de gevel van het pand Assenstraat 10 herinneren hier nog aan. De stad was tot aan het einde van de middeleeuwen in het gebied dat nu Nederland is een vooraanstaande handelsstad met Duits keizerlijke privileges, zoals het slaan van gouden munten.
In 1334 werd Deventer door een grote stadsbrand getroffen.
In 1456 boden de Overstichtse Hanzesteden weerstand tegen de door de Bourgondiërs voorgestelde kandidaat voor de Utrechtse bisschopszetel. De Bourgondische hertogen, en hun vertegenwoordigers/aanverwanten, stonden een meer centralistisch geleide politiek voor waarin de steden minder hun privileges konden laten gelden. De hertog van Bourgondië, Filips de Goede trok met een leger vanuit Utrecht op naar Deventer. Na een kort beleg kon de hertog de stad, en daarmee ook de andere Overstichtse steden, zijn wil op leggen. Het werd het begin van het verval van de macht van de Hanze in de noordelijke Nederlanden. De stad mocht zich vanaf 1495 evenals Zwolle en Kampen nog wel een 'vrije rijksstad' noemen. De bestuurders van Deventer zagen daar aanleiding in het stadswapen te tooien met de Duitse rijksadelaar en de keizerskroon.
De stad bereikte aan het eind van de 15e eeuw economisch zijn hoogtepunt. Er werden toen jaarlijks vijf grote markten gehouden die ieder weken duurden en waarvoor tot ver buiten de Nederlanden belangstelling was. Deventer was een centrum voor internationaal actieve kooplieden. Aan het begin van de 16e eeuw zou het economisch zwaartepunt in de noordelijke Nederlanden definitief verschuiven naar de steden in Holland en Zeeland.

### Moderne Devotie
Deventer groeide vanaf het eind van de 14e eeuw uit tot een belangrijk centrum van geestelijke (her)vorming. In 1340 werd Geert Grote in Deventer geboren als telg uit een rijke handelsfamilie. Grote vond geen voldoening in de handel en richtte zich op religieuze zaken. Met de bestaande, volgens hem corrumperende kerkelijke praktijken had hij ook geen vrede. Hij stichtte in de stad de eerste gemeenschap van de zusters van het Gemene Leven, een gemeenschap van leken (niet gewijde geestelijken). De zusters, en kort daarna ook broeders, wilden een geestelijk reveil tegen de verloedering van het leven van de clerus en de verruwing van de volkse zeden. Hun voornaamste bezigheden waren het zorg dragen voor de studerende jeugd en het verbeteren van de leefomstandigheden van de bevolking.
Geert Grote (overleden in 1384) is daarmee de grondlegger van de nog steeds bestaande beweging van de Moderne Devotie. Hij stelde de beginselen en regels op schrift voor de gemeenschappen van de broeders en zusters des gemenen levens. Aangenomen wordt dat de belangrijkste vertegenwoordiger van de Moderne Devotie Thomas a Kempis (Kempen, ca. 1380 - Zwolle, 25 juli 1472) de geschriften van Grote verwerkt heeft in zijn boek De navolging van Christus. Dit boek is na de Bijbel nog steeds het meest gelezen boek onder christenen over het geestelijk leven.
De gemeenschap groeide gestaag, er ontstonden al snel broeder- en zustergemeenschappen in de IJsselstreek en van daaruit in de andere gewesten die nu Nederland vormen. Door de internationale handelscontacten die Deventer (en ook Zwolle) had verbreidde de beweging zich ook over de Hanzeatische wereld, met name het noorden en oosten van Duitsland (het vroegere koninkrijk Saksen en delen van het huidige Polen), de omgeving van Keulen en in Zuidoost-Engeland. Het uiteindelijk belangrijkste klooster van de gemeenschap stond in Windesheim, daarom wordt ze ook wel aangeduid als de Congregatie van Windesheim. De Moderne Devotie heeft als hervormingsbeweging binnen de kerk de Reformatie, die in de 16e eeuw tot volle bloei kwam, niet kunnen voorkomen en zelfs in zeker opzicht voorbereid door de nadruk te leggen op persoonlijke devotie en eigen verantwoordelijkheid tegenover God.

### Latijnse School
Voor de stad zeer bepalend was de ontwikkeling die de reeds lang bestaande kapittelschool tot een hoog aangeschreven Latijnse stadsschool doormaakte onder invloed van de Broeders des Gemenen Levens. Thomas a Kempis genoot er eind 14de eeuw zijn basisopleiding. Eind 15e eeuw, van 1483 tot 1493 zou de school onder leiding van de rector Alexander Hegius tot een van de belangrijkste intellectuele centra van de Noordelijke Nederlanden uitgroeien. Hegius introduceerde het Grieks als vak, een unicum voor die tijd. De nog jonge Desiderius Erasmus kwam daarom voor een korte periode naar Deventer. Uit zijn geschriften is bekend dat hij te Deventer onder andere een lezing heeft bijgewoond van de belangrijke vroeghumanist en theoloog/filosoof Rudolf Agricola (1443?4-1485). Deze was daartoe waarschijnlijk uitgenodigd door zijn vriend en oud-leerling Hegius. De Latijnse School in Deventer wordt wel de 'bakermat van het humanisme' genoemd.

### Boekdrukkunst
Al deze intellectuele activiteit trok ook andere activiteit aan. In 1477 vestigde de eerste drukker zich in de Lange Bisschopstraat. Het was de uit Paffrath, een dorp ca. 15 km ten oosten van Keulen, afkomstige Richard Pafraet. Een groot aantal zogenoemde wiegendrukken zag in Deventer het licht. Rond 1500 was de stad het belangrijkste humanistische boekdrukcentrum van Noord-Europa, en ook in de decennia erna nam Deventer na Antwerpen de eerste plaats in wat het aantal drukken betreft. Naast Richard Pafraet waren Albert Pafraet, Jacob van Breda, Dirk de Borne en Wessel Zuseler belangrijke drukkers.

## Vroegmoderne tijd

### Neergang
De neergang van de stad is waarschijnlijk gekomen door de voortdurende reeks conflicten en de zich radicaal wijzigende machtsverhoudingen in het gebied dat in de 16e eeuw voor het eerst als de Nederlanden werd aangeduid. Daarbij werd Deventer gedurende twee lange perioden “frontstad”.

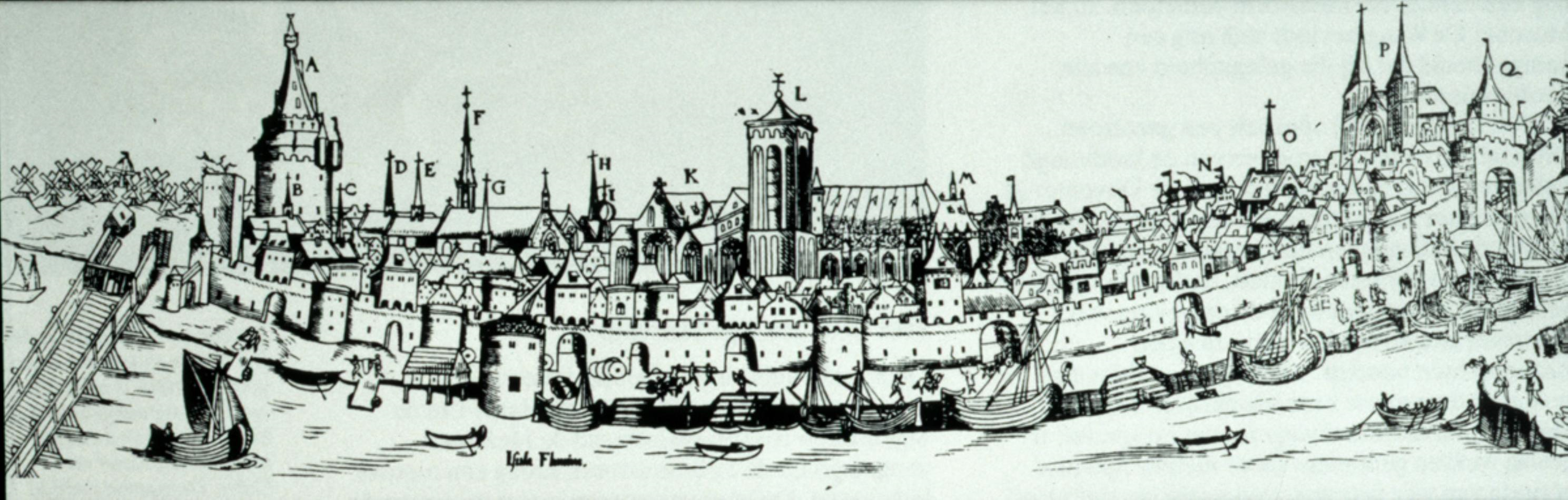
Deventer IJsselfront 1550

In de eerste helft van de 16e eeuw voerden de Bourgondiërs (Filips de Schone in 1506) en de Habsburgers (de keizers Maximilaan en zijn zoon Karel V) strijd om alle noordelijke Nederlandse gewesten onder hun bestuur te brengen; daarbij namen ze vaak de wapens ter hand. Het Sticht (het bisdom Utrecht) en het Oversticht (Groningen / Friesland / Drenthe / Overijssel) werden definitief in 1528 onderworpen. De lange en verbeten strijd om Gelre duurde op en af van 1502 tot 1543 (de Gelderse Oorlogen). Er woedde ook oorlog op zee, waarbij door de Habsburgers bijvoorbeeld aan de stad Amsterdam kaperbrieven werden uitgegeven, daarmee mochten straffeloos schepen van de vijand (Friesland & Gelre) geënterd en geplunderd worden. Omgekeerd enterde en plunderde de tegenpartij (bijv. Pier Gerlofs Donia) ook schepen. Mogelijk/waarschijnlijk is daarbij ook Deventer handelsvracht verloren gegaan, in ieder geval werd het handelsverkeer sterk bemoeilijkt.
Gelre bouwde in 1521 aan de overkant van de IJssel twee forten, Morgenster en Altena, in een poging om de toen nog machtige stad te controleren. Al snel werden de forten door de Deventenaren spottend 'kiek in de pot' genoemd omdat de Gelrenaren bij de Deventenaren als het ware in hun kookpot konden kijken. Na een actie van de legers van Karel V in 1528 vluchtten de Gelrenaren en braken de Deventenaren de forten af. De stenen werden gebruikt voor de bouw van de nieuwe Waag, die datzelfde jaar nog begon. Dit laat-gotische gebouw is nog steeds te bewonderen op de Deventer Brink.
In datzelfde jaar 1528 droeg de bisschop van Utrecht de wereldlijke macht over aan keizer Karel V. Het stadsbestuur heeft zich lang verzet tegen te grote inmenging van de keizer. Het betekende in de praktijk dat plakkaten soms zo veranderd werden dat er van de bedoeling niet veel overbleef. Het kwam ook voor dat de stadsregering complete plakkaten weigerde af te kondigen. Voor de echt grote politiek en eventuele rechtszaken moest men zich nu richten tot het Habsburgse hof van de landvoogd dat gevestigd was in Brussel en Mechelen, waar Frans gesproken werd (een erfenis van de Bourgondische tijd) en in een ander handschrift dan dat van de Hanzeatische wereld geschreven werd. Een duidelijke cultuuromslag, iets wat overigens voor heel Noord- en Oost-Nederland gold.
De Habsburgers raakten van 1531 tot 1537 betrokken in de strijd om de Deens-Noorse kroon. Daarbij werd de Sont meermalen voor schepen uit de Nederlanden gesloten, en dat bemoeilijkte de handelsvaart op Skåne voor de Deventenaren sterk. Na deze oorlog werd de handel van de hanzeatische IJsselsteden steeds meer door de Hollandse steden overgenomen, vooral door Amsterdam. Voor Deventer kan het einde van de overzeese handel gesteld worden op ongeveer 1600.

### Na de middeleeuwen

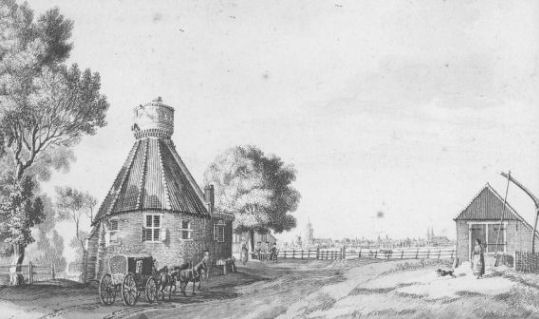
Het Koerhuis in 1744

In 1566 erkende het Deventer stadsbestuur het recht van de protestanten op vrije godsdienstoefening en stelde daar de Mariakerk voor beschikbaar. De landvoogd namens de Spaanse koning, de hertog van Alva, was het daar niet mee eens en stuurde in 1568 een bezettingsgarnizoen van 900 Waalse soldaten dat door de stad zelf onderhouden moest worden. In datzelfde jaar begon de Tachtigjarige Oorlog.
In 1570 deed Willem van Oranje vergeefs een poging de stad bij verrassing in te nemen. In het jaar 1572 waren de Nederlanden in rep en roer door de invallen van de watergeuzen en Oranjes tweede invasie. Onder meer Zutphen en Kampen werden door de opstandelingen veroverd. Deventer bleef Spaans, omdat er een sterk garnizoen lag. Pas zes jaar later, in 1578, na het 'Beleg van Deventer', veroverde George van Lalaing, beter bekend als de graaf van Rennenberg, de stad op de Spanjaarden. In 1587 echter droeg William Stanley, de Engelse bevelhebber van het Staatse garnizoen, de stad weer over aan de Spaansgezinden. In datzelfde jaar begon prins Maurits met zijn veroveringen, en in 1591 belegerde hij Deventer, tijdens het tweede Beleg van Deventer van de Tachtigjarige Oorlog. De verovering van Deventer kostte het leger van Maurits tien dagen. Na inname van de stad door Staatse troepen beheerste de Republiek de IJssel als vervoersstroom en kwam het bestuur van de stad definitief in handen van de Staatse partij. De stad was echter zwaar beschadigd, ontvolkt en verarmd. Haar positie als economisch en religieus centrum was ze definitief kwijt, al zijn er nog tot ver in de zeventiende eeuw jaarmarkten.
Met de verovering kwam Deventer wel in rustiger vaarwater. In deze tijd verscheen de Beschryvinge der stad Deventer (ca. 1616) van de Latijnseschoolrector Gualterus Sylvanus, welke een belangrijke bron vormt voor een beeld van de stad uit die tijd. De eeuwenlange band tussen de Latijnse School en de katholieke kerk was na de Reformatie verbroken. In 1619 werd een schoolraad ingesteld met de calvinistische predikanten Jacobus Revius en Caspar Sibelius, die nog strikter de leer van de Heidelbergse Catechismus predikten en lieten ondertekenen; Sylvanus en twee docenten werden hierop zelfs ontslagen. Revius richtte vervolgens in 1630, met behulp van een erfenis, het Athenaeum Illustre op dat vervolgstudiemogelijkheden bood aan leerlingen van de Latijnse School. De Athenaeumbibliotheek die hiervan resteert is de oudste wetenschappelijke bibliotheek van Nederland met een grote en belangrijke collectie oude manuscripten en boeken van onder meer de beweging van de Moderne Devotie.
Gedurende de Middeleeuwen waren Deventer, Zwolle en Kampen uitgegroeid tot de hoofdsteden van Overijssel, die elkaar beconcurreerden maar ook genoodzaakt waren tot samenwerking. Vanaf 1317 was er al sprake van een bondgenootschap. Na de Tachtigjarige Oorlog werd Overijssel een gewest van de Republiek der Verenigde Nederlanden met een eigen bestuur. De Gedeputeerde Staten van Overijssel vergaderden beurtelings in elk van de drie steden. In 1632 werd hiervoor in Deventer het Landshuis gebouwd, dat werd gebruikt totdat met de Franse Tijd in Nederland Zwolle als hoofdstad van het Departement van den Ouden IJssel werd aangewezen en nadien ook de enige hoofdstad van Overijssel werd. 
Na 1780 kregen de ideeën van de patriottenbeweging ook in Deventer grote invloed. In 1783 werd een vrijkorps opgericht dat de liberale ideeën die uitgingen van meer invloed van de burgers op het bestuur ondersteunde. De Pruisische inval vond op 20 september 1787 in Deventer plaats, waarbij 24 Pruisische Huzaren voldoende waren om de Oranjerestauratie in de stad te bewerkstelligen. Onder meer Hermann Bosscha, rector van de Latijnse School, werd ontslagen vanwege zijn patriottische opvattingen. In 1795 werden in heel Nederland de beginselen van vrijheid, gelijkheid en broederschap ingevoerd.

## Moderne Tijd

### Negentiende eeuw
In de Franse tijd, op 4 mei 1809, bracht koning Lodewijk Napoleon een bezoek aan Deventer. Hij werd rondgeleid bij een aantal bedrijven, onder andere bij koekbakkerij Bussink. Hij kreeg de koek te proeven en plaatste meteen een bestelling. Toen hij vertrok vergat hij te betalen, zoals een koning betaamt, maar daar werd hij meteen door de vrouw van de bakker op gewezen. Lodewijk Napoleon stond positief tegenover Nederland, en probeerde hoewel hij zelf natuurlijk Franstalig was, toch Nederlands te spreken. In Deventer zou hij per ongeluk: "Ik, uw konijn" hebben gezegd in plaats van "Ik, uw koning".
Na de terugkeer van koning Willem I moesten de nog in Nederland aanwezige Franse troepen verdreven worden. In Deventer bevonden zich een paar honderd Franse militairen binnen de muren. De stad werd op 12 november door de Kozakken omsingeld om te voorkomen dat de daar aanwezige Fransen hen in de rug zouden aanvallen. Op 26 april 1814 was het beleg van Deventer afgelopen. De Franse troepen kregen een vrijgeleide en konden met wapens en al naar hun vaderland terugkeren.
Sinds de stad in 1568 een vestingstad met garnizoen werd waren er soldaten ingekwartierd, eerst bij burgers thuis en later in gebouwen aan de Bagijnenstraat. Halverwege de 19e eeuw werd op kosten van de stad in Deventer een nieuwe kazerne voor de cavalerie gebouwd. Hier was tot 1940 het 4e Regiment Huzaren gelegerd. De stichter van dit regiment was in 1813 Willem François Boreel, naar hem zijn de kazerne en het regiment genoemd. Het gebouw is ontworpen door stadsarchitect Bernardus Looman en kapitein-ingenieur Johan Rijsterborgh in een neoromaanse stijl. Door de ontmanteling van de vestingwerken na 1870 kwam de weg vrij voor uitbreiding van industrie en woningbouw buiten de oude stad.

### Bruggen

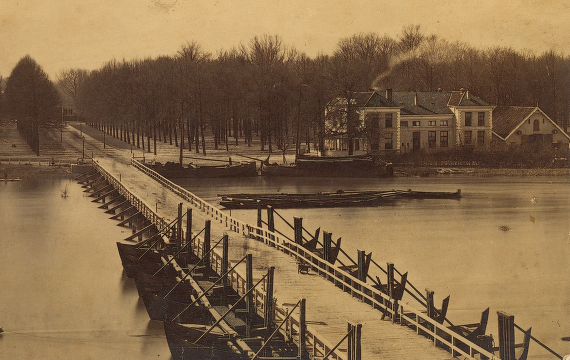
Schipbrug in 1876

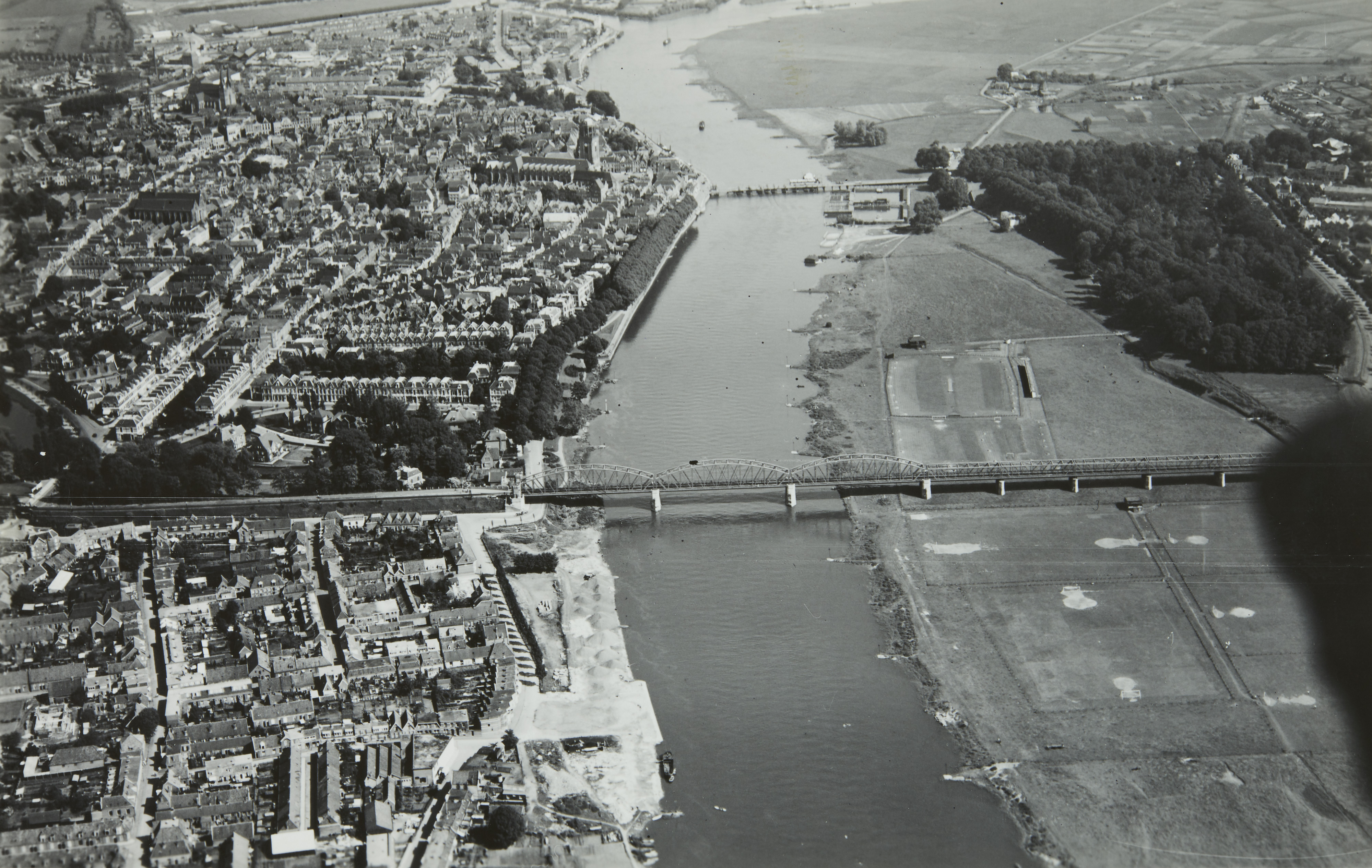
Deventer met spoorbrug en schipbrug (luchtfoto genomen ca 1937)

De industriële revolutie die eind 19e eeuw in Nederland opgang kwam, had ook effect op Deventer. Door de schaalvergroting verrezen verschillende bouwwerken. Vanaf ongeveer 1600 had Deventer een schipbrug, bestaande uit pontons, waarmee beide oevers van de IJssel met elkaar waren verbonden. Door een gedeelte van de brug los te koppelen konden schepen doorgelaten worden. In 1927 besloot de gemeenteraad van Deventer dat een nieuwe brug gerealiseerd diende te worden. Voor de nieuwe brug, de huidige Wilhelminabrug, werd de oude haven gedempt. In 1941 werd de brug voltooid. In 1945 werd bij de terugtocht van de Duitse troepen de brug opgeblazen, waardoor de oude schipbrug nog een tijd dienst moest doen. In 1948 werd de Wilhelminabrug weer in gebruik genomen, waarna de schipbrug werd gesloten en afgebroken. Voor het spoorvervoer was al in 1887 in Deventer een spoorbrug aangelegd. Via deze brug kon ook ander verkeer de IJssel passeren. Deze brug is in de Tweede Wereldoorlog twee keer opgeblazen, de eerste keer vlak voordat Duitse troepen de stad in trokken en een tweede keer vlak voor de bevrijding. Op de overeind gebleven pijlers is na de oorlog door genietroepen van het Engelse leger een als tijdelijk bedoelde enkelsporige baileyspoorbrug gebouwd. Deze heeft bijna 37 jaar dienstgedaan. Eind jaren zeventig werd pal aan de noordzijde ervan begonnen met de bouw van de huidige dubbelsporige spoorbrug. Deze is in de winter van 1982 feestelijk in gebruik genomen. Aan de oostoever staat een fragment van de verwoeste brug op een sokkel en aan westzijde van de rivier heeft men ter herinnering een schoring van de Engelse baileybrug behouden.

### Tweede Wereldoorlog tot heden

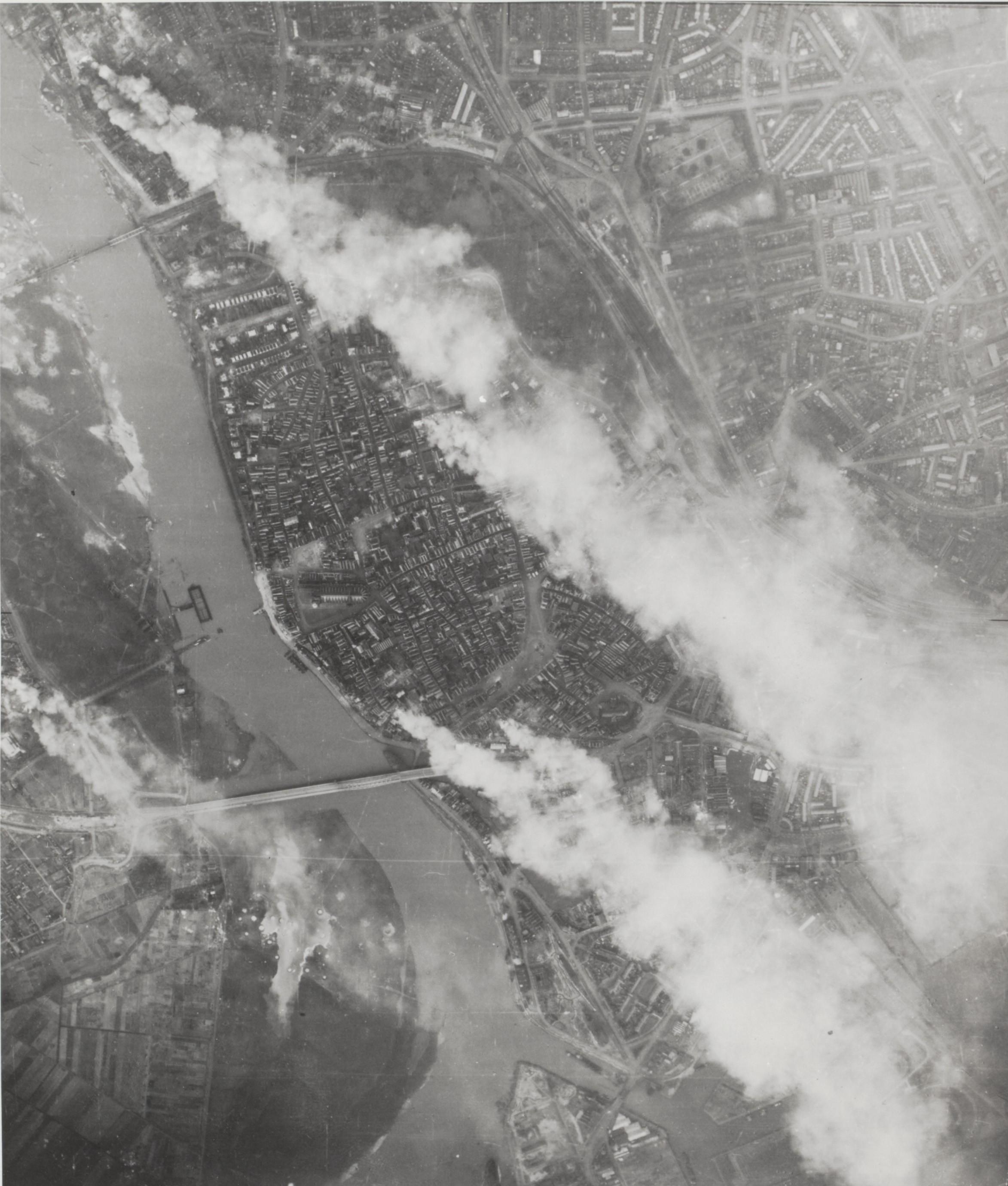
Branden in Deventer na het bombardement van 6 februari 1945

In de Tweede Wereldoorlog had de stad het zwaar te verduren, ze is verschillende malen door de Geallieerden gebombardeerd, met honderden burgerslachtoffers als gevolg. Van de circa 11.000 woningen bleven er slechts 2500 onbeschadigd. Met name het gebied rond de strategisch belangrijke bruggen werd door bommen getroffen; ook het historisch stadscentrum liep daarbij grote schade op. In de bossen van landgoed Oostermaet bij Lettele werd in 1944 een lanceerbasis voor V1 raketten geïnstalleerd. Afzwaaiers daarvan kwamen soms op Deventer terecht met de nodige doden en gewonden als gevolg. In de toen net nieuwe Westenberg Kazerne bij Schalkhaar was gedurende de oorlogsjaren het nationaalsocialistische Politieopleidingsbataljon gevestigd.
Begin 1944 werd in de Nieuwstraat het (Rijks-)Bureau Afvoer Regerings Apparaat (B.A.R.A.) gevestigd. Deze instelling had als taak belangrijke regeringsinstellingen uit Den Haag, dat door de Duitsers als een potentiële invasieplek werd gezien, te evacueren naar veiliger geachte landstreken. Zo werd een deel van het Ministerie van Financiën vanaf midden 1944 tot begin juni 1945 ondergebracht in een schoolgebouw aan de Twickelostraat. Zowel het ministerie als de politieopleiding in Schalkhaar stonden onder direct gezag van NSB-kopstuk Rost van Tonningen die een woonhuis had in Diepenveen.
Van de ruim 600 Joden die in 1941 in de stad woonden zijn er meer dan 400 vermoord. Kort voor de bevrijding, op 5 april 1945, hebben collaborateurs bij Colmschate nog drie Joodse onderduikers geëxecuteerd. Vlak voor het moment van de daadwerkelijke bevrijding op 10 april 1945 vond in de stad het Twentol-drama plaats, waarbij zeven verzetsstrijders om het leven kwamen.
Na de Tweede Wereldoorlog werd hard gewerkt aan de wederopbouw. Naast de bruggen voor het weg- en spoorvervoer werd een sluis aangelegd, de Prins Bernhardsluis, om zo de binnenvaart te bevorderen. Sinds 1951 verbindt deze de IJssel met het basiskanaal. Door de nieuwe sluis kon de oude haven aan de voormalige monding van de Schipbeek, gelegen ter hoogte van de straat Bokkingshang, gedempt worden. De Prins Bernhardsluis is het eerste ontwerp van het toen net opgerichte Deventer architectenbureau Witteveen+Bos. De achterliggende haven werd in 1961 uitgebreid met een derde havenarm. Een oorspronkelijk geplande vierde havenarm is nooit tot stand gekomen. Ook de vestiging van een dubbelstad aan de linkeroever van de IJssel is niet gerealiseerd. Nieuwe woonwijken werden gerealiseerd op grondgebied dat daarvoor door de gemeente Diepenveen moest worden afgestaan.
Vanwege de politieke verhoudingen werd Deventer in de 20e eeuw door sommigen 'Moskou aan de IJssel' genoemd. De bevolking bestond tot in de jaren zeventig voor een groot deel uit arbeiders die werkzaam waren in de grote textiel-, metaal-, en andere fabrieken en politiek links georiënteerd waren.

## Vorming grondgebied Deventer

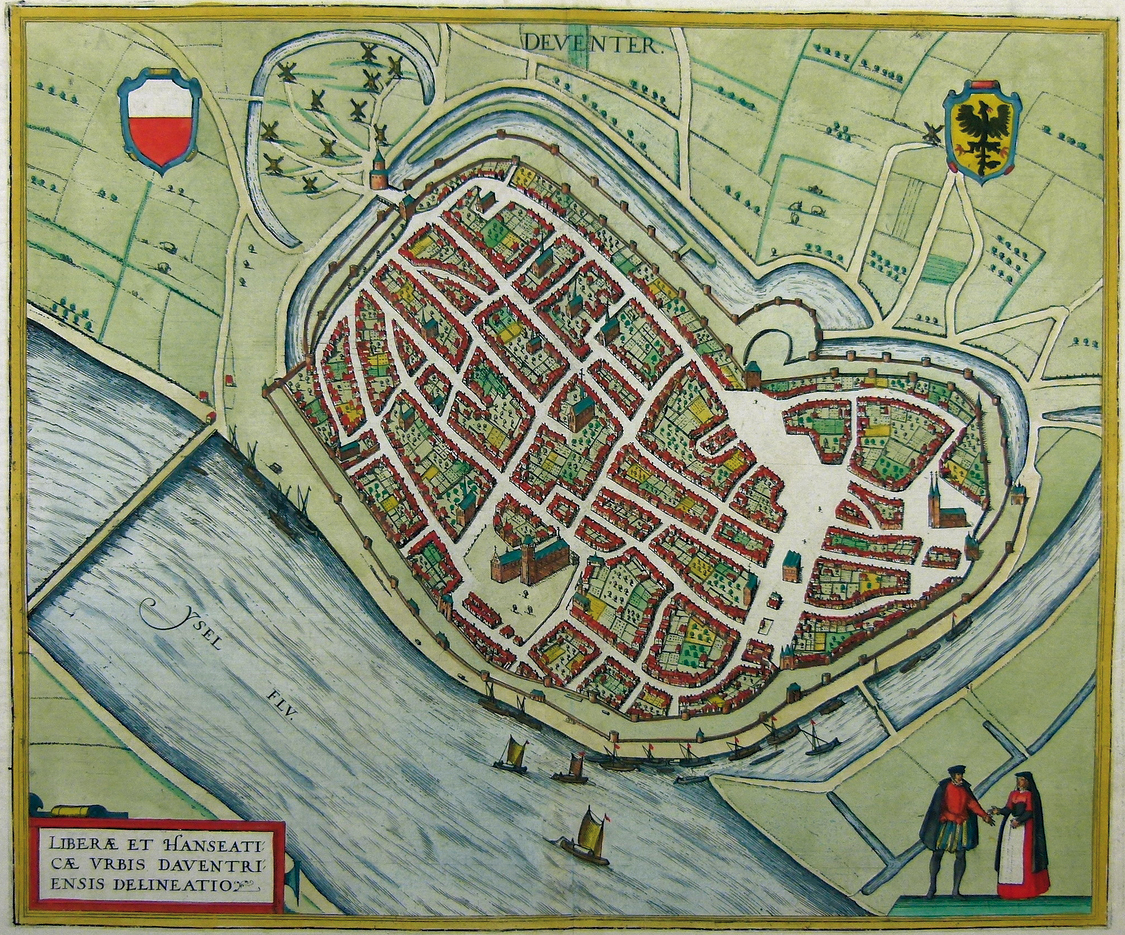
Deventer in 1581

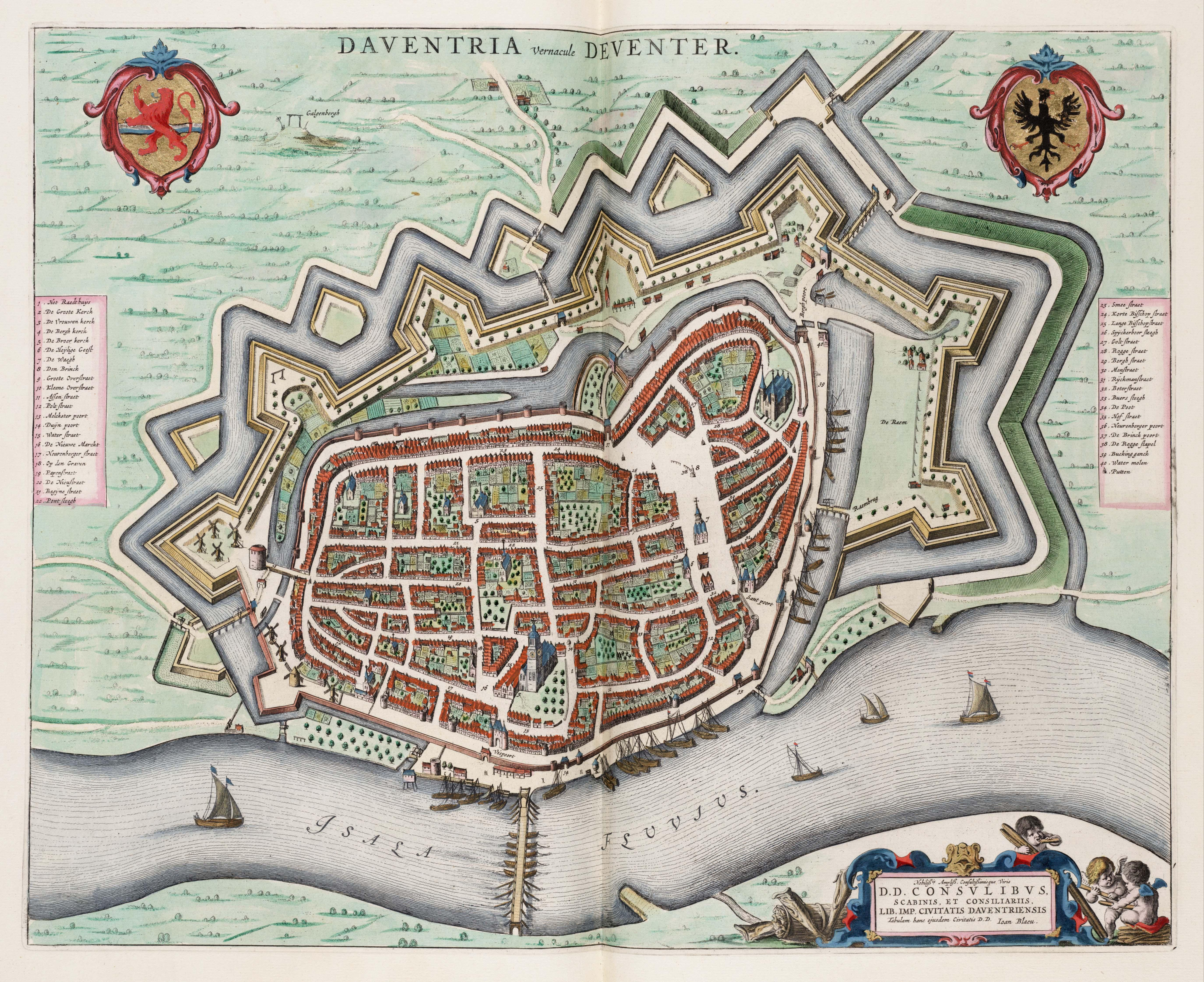
Deventer op een kaart uit 1649. Het stratenpatroon is vandaag nog hetzelfde

Het bestuur van de stad Deventer strekte zich uit tot een ruim gebied buiten de vesting. Ook in deze zogenoemde stadsvrijheid of wigbold gold het stadsrecht. Het was plattelandsgebied waar de grootburgers en stadsboeren hun vee konden weiden. Daarnaast waren er vaak tuinderijen (hoven), zoals op de Worp. Bij bestudering van de gemeenteatlas van de provincie Overijssel uit 1867 is te zien dat het gebied van de oude stadsvrijheid, het toen nog onbebouwde deel van de nieuwe gemeente, bestaat uit:
- aan de noordkant de Zandweerd;
- aan de oostzijde Borgele en de Keizerslanden tot grofweg Overstichtlaan, Lebuinuslaan, Margijnenenk, van Oldenielstraat, en vandaar af schuin door naar de Schoutenweg, de Brinkgreverweg en de Rielerweg;
- aan de zuidkant de Bergweiden begrensd door de Snippelingsdijk en de Schipbeek;
- en aan westkant aan de overzijde van de IJssel De Hoven (De Worp) met de Bolwerksweiden, het Stadsland en de Ossenwaard.

Het gebied op de Veluwse IJsseloever bij Deventer maakte al sinds de middeleeuwen deel uit van het grondgebied van de stad. Dat bleef ook zo nadat na een lange periode geheen en weer tussen Utrecht en Gelre in 1201 de Veluwe definitief onder bestuur van toen nog de graven van Gelre was gekomen. Dit grondgebied werd rond 1356 het eiland Oert genoemd. Het was een eiland gelegen tussen twee stromen van de IJssel. Het was in drie delen door de eigenaar de bisschop van Utrecht in erfpacht uitgegeven. In 1418 heeft de stad Deventer de pachtrechten van het grootste gedeelte gekocht. Direct daarna is het gebied, dat toen Oertmersche werd genoemd door de stad in percelen verpacht.
Naast deze gebieden voerde de stad Deventer van 1576 tot 1811 ook het bestuur over de uitgestrekte landelijke gebieden van het schoutambt Colmschate. Het recht daartoe had zij verkregen van koning Filips II toen het bestuur nog Spaansgezind was. In 1591 kreeg de stad een protestants en staatsgezind bestuur, na de verovering door prins Maurits. De overgang naar een staatsgezind bestuur veranderde niets aan de bestuurlijke organisatie.
In 1811 werd het schoutambt Colmschate weer verzelfstandigd in de vorm van de nieuwe plattelandsgemeente Diepenveen.
Het eigenlijke grondgebied van Deventer, de stad met zijn vrijheid is tot 1960 ongewijzigd gebleven. Bestuurlijk werd Deventer in 1851 een gemeente in de zin van de gemeentewet uit 1848.

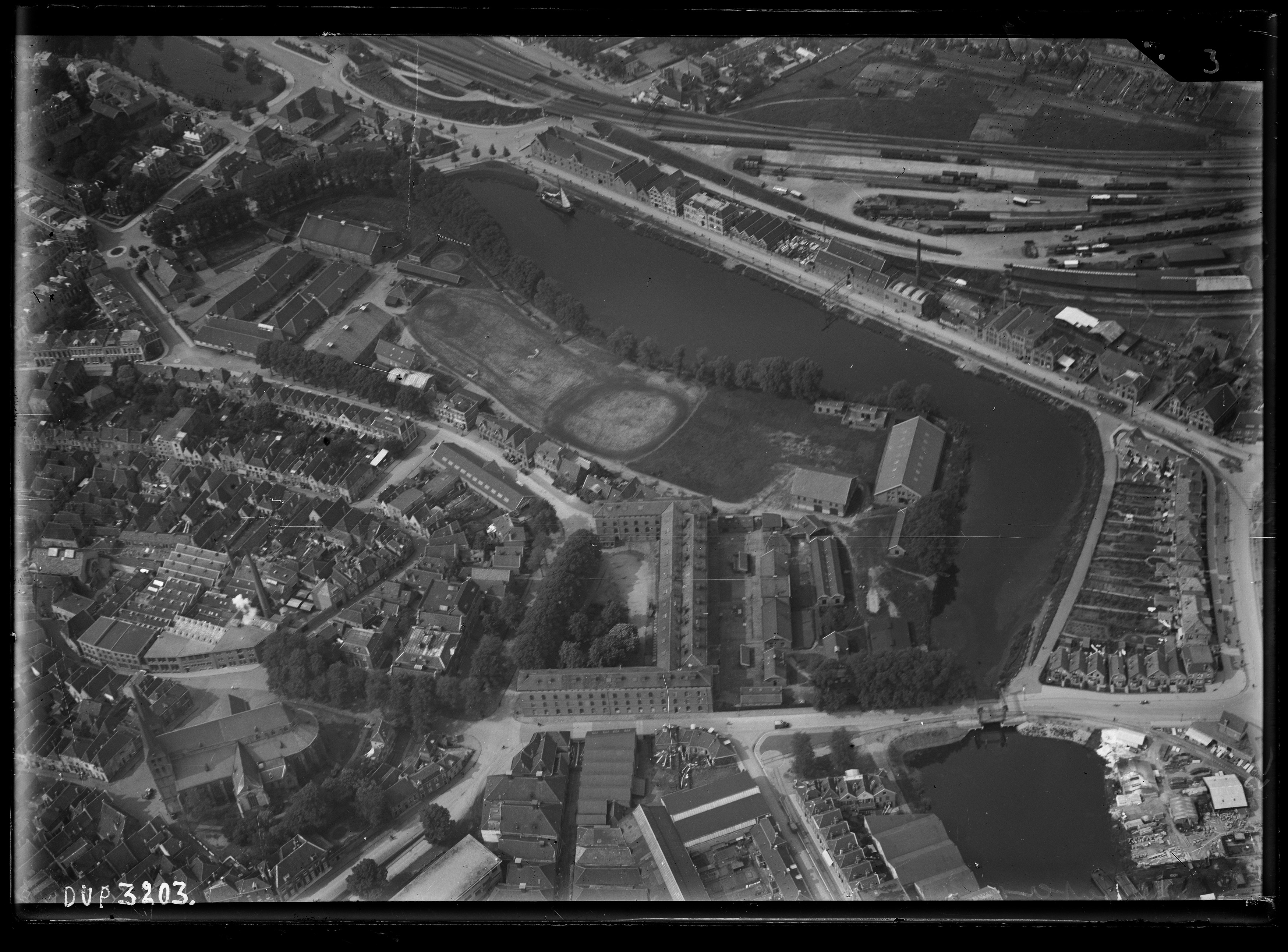
Een deel van de stadsvesting, nabij het treinstation, is hier te zien (luchtfoto genomen tussen 1920 en 1940)

In de tweede helft van de 19e eeuw kwam een gestage uitbreiding van de bebouwing van het gebied buiten de vesting op gang. Zeker na de invoering van de vestingwet (1874), toen de Nederlands steden ontheven werden van hun plicht om hun vestingwerken te onderhouden. Het tot die tijd direct buiten de oude vesting vrij te houden schootsveld mocht, voor zover dat her en der al niet gebeurd was, daarbij dus ook gewoon bebouwd worden. De eerste wijken die hier eind 19e eeuw ontstonden waren de Molenbelt en de Ossenweerd. De eerste industrie vestigde zich aan de zuidoost kant van de oude vesting, langs het spoor en de oude haven. Wat later ook aan de noordwest zijde langs de IJssel (bijv. de fabriek van Ankersmit).
Eind jaren vijftig had de bebouwing de grenzen van de gemeente bereikt. In 1960 werd voor verdere uitbreiding daarvan een klein deel van de gemeente Diepenveen geannexeerd. Het is het gebied dat nu de wijken Keizerslanden (begin jaren zestig), Borgele (midden jaren zestig) en de Platvoet (eind jaren zestig) beslaat. Alles bij elkaar grofweg het gebied tot aan (bewesten) de Zandwetering.
In 1974 werd wederom een deel van Diepenveen geannexeerd. Aanvankelijk was de inzet van de gemeente Deventer om heel Diepenveen te annexeren maar het bleef bij het zuidoostelijke, substantiële deel van deze gemeente rond de kern Colmschate. Men was hier in 1972 al begonnen met de bouw van de wijk het Oostrik.
Bij gemeentelijke herindelingen in 1999 en 2005 werd achtereenvolgens eerst de hele gemeente Diepenveen en daarna de hele gemeente Bathmen aan Deventer toegevoegd.

## Onderzoek
Deventer kent een lange traditie van beschrijving van de stadsgeschiedenis en onderzoek ernaar. Jacob Revius, G. Dumbar, M.E. Houck en A.C.F. Koch zijn bekende namen op dat gebied. Recenter onderzoek is te vinden in een bundel essays over de cultuurgeschiedenis van de stad.
De Historische Vereniging Deventer stimuleert onderzoek en promoot uitgaven van verslagen daarvan, bijvoorbeeld in het Deventer Jaarboek dat aan geschiedkundige onderwerpen is gewijd. Oud Deventer is een stichting die beleidsontwikkelingen aangaande de oude stad kritisch begeleid. Ook is de Stichting Industrieel Erfgoed Deventer actief met betrekking tot onderzoek van de industriële geschiedenis van Deventer en de conservering van industriële monumenten. In de stad vindt regelmatig archeologisch onderzoek plaats, de gemeente Deventer beschikt sinds 1999 over een eigen archeologische dienst. Ver daarvoor werden echter al belangrijke onderzoeken verricht door de vroegere Rijksdienst voor het Oudheidkundig Bodemonderzoek (ROB), vrijwilligers van de plaatselijke afdeling van de Archeologische Werkgemeenschap Nederland (AWN) en een parttime aangestelde stadsarcheoloog.